# Cryptasterina pentagona
Cryptasterina pentagona is een zeester uit de familie Asterinidae.
De wetenschappelijke naam van de soort werd in 1842 gepubliceerd door Johannes Peter Müller & Franz Hermann Troschel.

## Synoniemen
- Patiriella obscura Dartnall, 1971
- Patiriella pseudoexigua Dartnall, 1971